# Reflections of a Summer Day
A Reflections of a Summer Day Duane Loppnow 1974-ben készült acélszobra az Amerikai Egyesült Államok Oregon államának Eugene városában, az Oregoni Egyetem Jordan Schnitzer Művészeti Múzeuma bejáratának közelében. Az alkotást a készítő adományozta az egyetemnek.
A 2×1,2×1,2 méteres alkotás talapzata 46×30×61 centiméter. 1994-ben a Smithsonian Intézet Save Outdoor Sculpture! programjában restaurálandónak ítélték.

## Fordítás
- Ez a szócikk részben vagy egészben  a   Reflections a Summer Day című angol Wikipédia-szócikk ezen változatának fordításán alapul.  Az eredeti cikk szerkesztőit annak laptörténete sorolja fel. Ez a jelzés csupán a megfogalmazás eredetét és a szerzői jogokat jelzi, nem szolgál a cikkben szereplő információk forrásmegjelöléseként.